# Michał Sieńko
Michał Sieńko (ur. 13 czerwca 1996) – polski unihokeista, obecnie zawodnik drużyny MUKS Zielonka. Uczestnik World Games 2017.

## Kariera klubowa
- UKS Bankówka Zielonka (? – 2011)
- MUKS Zielonka (2011–)

## Sukcesy

### Klubowe
- Mistrzostwo Polski – (1 x ): 2013/14
- Wicemistrzostwo Polski – (2 x ): 2012/13, 2014/15,
- Brązowy medal – (3 x ): 2009/10, 2011/12, 2015/16[2]

### Reprezentacyjne
- Mistrzostwa Świata Juniorów U-19 – (1 x 6. miejsce): MŚ 2015

## Statystyki
Szczegółowa tabela występów w reprezentacji.
| Turniej                                       | Rok  | M | B | A | Pkt |
| --------------------------------------------- | ---- | - | - | - | --- |
| Mistrzostwa Świata w unihokeju (kwalifikacje) |      | 9 | 2 | 8 | 10  |
| Łochów - EUR 3                                | 2016 | 4 | 2 | 4 | 6   |
| Łochów - EUR 1                                | 2014 | 5 | 0 | 4 | 4   |
| Pozostałe występy w reprezentacji             |      | 6 | 0 | 2 | 2   |
| Wrocław - 6. Polish Open                      | 2016 | 3 | 0 | 1 | 1   |
| Valmiera - 4 Nations Tournament               | 2013 | 3 | 0 | 1 | 1   |